# Bettenser Berg
Der Bettenser Berg ist eine 91,2 m ü. NHN hohe Erhebung des Calenberger Lands. Er liegt in der Stadt Ronnenberg in der niedersächsischen Region Hannover und bildet zusammen mit dem Gipsberg (ca. 90 m) einen Höhenzug.

## Geographie

### Lage
Der Bettenser Berg liegt südlich des Stadtteils Ronnenberg sowie nordöstlich des Stadtteils Weetzen und westlich des Stadtteils Ihme-Roloven. Der Höhenzug aus Bettenser Berg und Gipsberg erstreckt sich über etwa 2,5 km Länge aus dem alten Ortskern von Ronnenberg über den Gipsberg in südsüdwestlicher Richtung über den Bettenser Berg bis in den Nordosten von Weetzen. Beide Erhebungen sind 1,3 km voneinander entfernt; die Schartenhöhe zwischen ihnen beträgt acht Meter. Auf dem Bettenser Berg liegt die Streusiedlung Bettenser Garten, die nach einer dort gelegenen Plantage des Ritterguts Bettensen benannt ist.
Etwa 1,1 km ostsüdöstlich seines Gipfels befindet sich bei Ihme-Roloven das Rittergut Bettensen und etwas nordöstlich davon die Bettenser Mühle. Südlich bis östlich vorbei am Bettenser Berg fließt die Ihme. Westlich entspringt der Hirtenbach, der dann nördlich vorbei am Gipsberg fließt und beim nahen Westerfeld in die Ihme mündet.

### Naturräumliche Zuordnung
Der Bettenser Berg gehört in der naturräumlichen Haupteinheitengruppe Niedersächsische Börden (Nr. 52), in der Haupteinheit Calenberger Lößbörde (521) und in der Untereinheit Hannoversche Börde (521.0) zum Naturraum Benther Land (521.02). Die Landschaft leitet nach Westen und Süden in den Naturraum Gehrdener Lößhügel (521.01) sowie nach Südosten bis Ostsüdosten in den Naturraum Pattenser Ebene (521.03) über.

## Natur und Schutzgebiete
Der Bettenser Berg entstand durch eine Salzstockaufwölbung. Seine Gipfelregion ist bewaldet, und die Hänge werden als Teil der Calenberger Lößbörde landwirtschaftlich genutzt.
Auf östlichen Lagen des Bettenser Bergs liegen Teile des Landschaftsschutzgebiets Ihmeniederung (CDDA-Nr. 555560790; H 75; 2013 ausgewiesen; 7,59 km² groß). Als Schutzgrund werden neben dem Erhalt der Sichtbeziehungen in Ihmeniederung und Calenberger Lößbörde die Pflanzen- und Tiervorkommen, insbesondere Brutvögel und Feldhamster, sowie die historischen Steinbrüche und Alleen genannt. Auf dem Westhang des Höhenzugs befindet sich das Fauna-Flora-Habitat-Gebiet Binnensalzstelle am Kaliwerk Ronnenberg (FFH-Nr. 3623-331; 1,74 ha).

## Erholung
Um 1800 befand sich auf dem Bettenser Berg eine Brennerei, die zum Gut Bettensen gehörte. Ende des 19. Jahrhunderts entstand hier eine Gaststätte, in der am 30. Juli 1882 die „constituirende Generalversammlung der Actionaire der neu zu gründenden Actienzuckerfabrik Weetzen“ stattfand. Um die Jahrhundertwende galt die Gaststätte als beliebtes Ziel der Hannoveraner, die am Wochenende in großer Zahl kamen, Die Kinder aus Weetzen boten den Ausflüglern ihre an den Feldern gepflückten Sträuße aus Kornblumen und Klatschmohn an. Nach dem Zweiten Weltkrieg gewann das Lokal erneut Bedeutung. 1965 wurde es geschlossen.

## Verkehrsanbindung
Durch die Mulde zwischen Bettenser Berg und Gipsberg führt die Bundesstraße 217. Von dieser Straße zweigt zwischen Ronnenberg und Weetzen nahe einer 82,7 m hohen Stelle die westlich entlang dem Kamm des Bettenser Bergs verlaufende Hauptstraße ab, die als Zufahrt nach Weetzen dient; diese war bis zur Fertigstellung der Westumgehung der Ortschaft (im Jahr 2003) ein Teilstück der B 217.